# Никола Гълъбов
Никола Христов Гълъбов е български юрист, деец на БРСДП (т. с.).

## Биография
Роден е през 1882 г. в пловдивското село Новосел, днес Гълъбово. Завършва право в Софийския университет. Заселва се в Пловдив през 1914 г. Между 30 декември 1919 и 16 март 1920 г. е кмет на Пловдивската комуна. Участва в подготовката на Септемврийското въстание през 1923 г., но е арестуван на 12 септември. Измъчван и убит без присъда на 27 септември в местността Кемера до Пловдив.